# Phthinia ramificans
Phthinia ramificans är en tvåvingeart som beskrevs av Zaitzev 1993. Phthinia ramificans ingår i släktet Phthinia och familjen svampmyggor.
Artens utbredningsområde är British Columbia. Inga underarter finns listade i Catalogue of Life.